# Javi Varas
Javi Varas, född 10 september 1982 i Sevilla, Spanien, är en spansk före detta fotbollsmålvakt. Javi Varas var tidigare målvakt i Sevilla, men hade svårt att ta plats i startelvan då konkurrensen var tuff under flera år. Han avslutade karriären efter en tid i SD Huesca.